# Hilton Garden Inn

Das Logo der Hotelkette

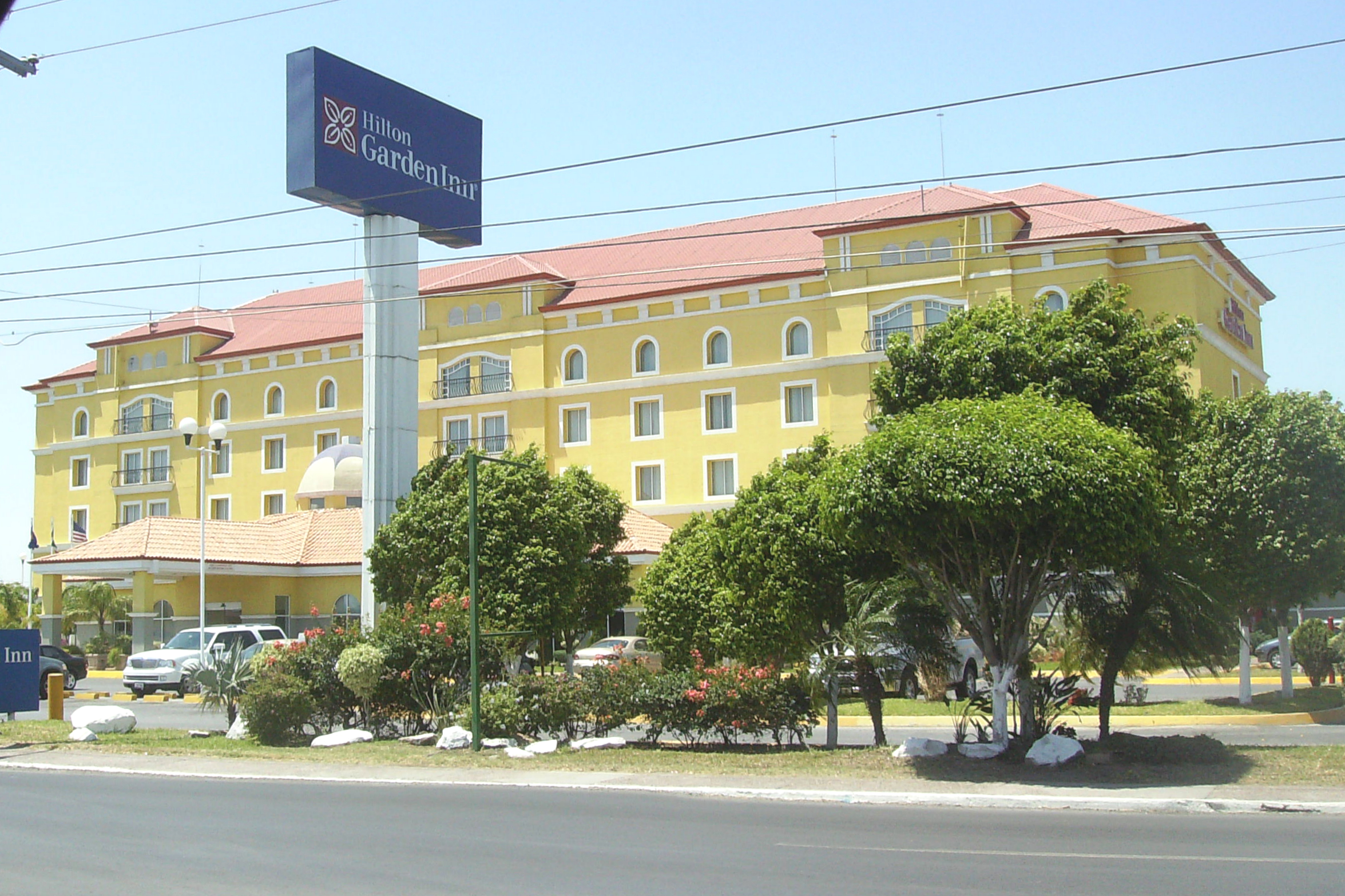
Hilton Garden Inn in Nuevo Laredo

Hilton Garden Inn ist eine weltweit operierende Hotelkette der mittleren bis gehobenen Kategorie und ein Tochterunternehmen der Hilton Hotels. Der Schwerpunkt des Angebots richtet sich an Geschäftsreisende sowie Tagungen. Ein ähnliches Konzept verfolgt der Konkurrent Courtyard by Marriott.
Die Marke ist mit Hotels auf mehreren Kontinenten präsent: Nord- und Mittelamerika, Europa, Afrika und Asien. Im deutschsprachigen Raum gibt es derzeit Hilton Garden Inn Hotels in Stuttgart, Mannheim, München, im Gebäudekomplex The Squaire am Flughafen Frankfurt Main, in Davos sowie in Wien und seit 15. Februar 2019 in Wiener Neustadt.